# Тенпенни, Шерри
Шерри Дж. Тенпенни — американская активистка, выступающая против вакцинации и поддерживающая гипотезу о том, что вакцины вызывают аутизм.  Врач-остеопат, она является автором четырех книг против вакцинации. 
Лекционный тур по Австралии в 2015 году был отменён из-за общественного протеста по поводу её взглядов на вакцинацию, которые противоречат установленному научному консенсусу. Анализ Центра противодействия цифровой ненависти 2021 года пришёл к выводу, что Тенпенни входит в число двенадцати человек, которые больше всего распространяют дезинформацию о COVID-19 и псевдонаучную дезинформацию о вакцинах в социальных сетях.